# IC 5205
IC 5205 ist eine verschmelzende Spiralgalaxie vom Hubble-Typ Sc im Sternbild Tukan am Südsternhimmel. Im selben Himmelsareal befinden sich u. a. die Galaxien IC 5197, IC 5207, IC 5213, IC 5218.
Das Objekt wurde am 16. Juli 1904 vom US-amerikanischen Astronomen Royal Harwood Frost entdeckt.